# Ефимов, Владимир Васильевич
Владимир Васильевич Ефимов (9 июня 1936 года, Базар, Житомирская область, Украинская ССР — 22 апреля 2016 года, Ульяновск) — российский организатор высшей школы, ректор Ульяновского государственного технического университета. Доктор технических наук. Профессор.

## Биография
Родился 9 июня в селе Базар Житомирской области Украинской ССР.
В 1960 году окончил Ленинградский военно-механический институт.
Главный технолог на Красноярском машиностроительном заводе.
С 1973 года работал в Ульяновском политехническом институте. С 1989 по 1999 год — ректор Ульяновского государственного технического университета.
С 1995 по 1999 год — депутат областного законодательного собрания Ульяновской области первого созыва.
Скончался 22 апреля 2016 года после продолжительной болезни.

## Общественная деятельность
- Действительный член Международной академии информатизации, Российской инженерной академии[1].
- Председатель Совета ректоров Ульяновского вузовского центра[1].
- Член экспертного совета Комитета по науке и образованию Совета Федерации Федерального Собрания РФ[1].

## Звания и награды
- Почётный гражданин Ульяновской области[2].
- Заслуженный деятель науки Российской Федерации[2].